# Evelyn Ashfordová
Evelyn Ashfordová, nepřechýleně Evelyn Ashford (* 15. dubna 1957 Shreveport, Louisiana) je bývalá americká atletka - sprinterka. Kromě bývalého světového rekordu v běhu na 100 metrů drží také dosud nejrychlejší čas v letmé stovce na posledním úseku štafety 4×100 metrů (9,77 s).

## Osobní rekordy
- Běh na 100 m - 10.76 (1984) bývalý světový rekord, 8. výkon v historii světové atletiky
- Běh na 200 m - 21.83 (1979)